# Samolus latifolius
Samolus latifolius là một loài thực vật có hoa trong họ Anh thảo. Loài này được Duby miêu tả khoa học đầu tiên.